# Pinnacles (album)
Pour les articles homonymes, voir Pinnacles.
Albums de Edgar Froese
Stuntman
(1979) Dalinetopia
(2005)
Pinnacles est le sixième album studio du musicien allemand, spécialisé en musique électronique et fondateur du groupe Tangerine Dream, Edgar Froese, sorti en septembre 1983 sur le label Virgin Records.

## Liste des titres
Toutes les chansons sont écrites et composées par Edgar Froese.
| A1. | Specific Gravity of Smile | 9:39 |
| A2. | The Light Cone            | 4:25 |
| A3. | Walkabout                 | 7:13 |

| Face B | Face B    | Face B | Face B | Face B | Face B | Face B | Face B | Face B | Face B |
| No     | Titre     | Durée  |        |        |        |        |        |        |        |
| ------ | --------- | ------ | ------ | ------ | ------ | ------ | ------ | ------ | ------ |
| B.     | Pinnacles | 21:54  |        |        |        |        |        |        |        |
| 43:07  |           |        |        |        |        |        |        |        |        |